# Peter Föhn
Pour les articles homonymes, voir Föhn (homonymie).
Peter Föhn, né le 11 décembre 1952 à Muotathal (originaire du même lieu), est un entrepreneur et homme politique suisse, membre de l'Union démocratique du centre (UDC). 
Il siège au Conseil national de 1995 à 2011, puis au Conseil des États de 2011 à 2019.

## Biographie
Originaire de Muotathal, Peter Föhn y dirige, en tant que président du conseil d'administration, l'usine de meubles Betschart AG.
Il a le grade d'appointé à l'armée. 
Il est marié et père de quatre enfants.

## Parcours politique
Élu en 1995 au Conseil national, il y siège jusqu'en 2011. Durant son mandat, il est membre de la Commission de la science, de l'éducation et de la culture de 1995 à 1999, puis de celle des constructions publiques de 1999 à 2003 et de celle Commission des transports et des télécommunications de 1999 à 2011. 
Le 27 novembre 2011, il est élu au deuxième tour de scrutin au Conseil des États. Ainsi, le canton de Schwytz est représenté à partir de décembre 2011 par deux membres de l'UDC à la chambre haute de l'Assemblée fédérale. Il ne se représente pas en 2019 ; c'est le PDC Othmar Reichmuth qui le remplace à la chambre haute.

### Positionnement politique
Föhn est hostile à la vaccination.